# Чивоме, Леон
Леон Чивоме (англ. Leon Chiwome; 10 января 2006, Брайтон) — английский футболист, нападающий клуба «Вулверхэмптон Уондерерс».

## Клубная карьера
Чивоме был в академии «Уимблдон», прежде чем перейти в «Вулверхэмптон Уондерерс» в возрасте 16 лет в июле 2022 года. Он подписал свой первый профессиональный контракт с «Вулвз» в феврале 2023 года. Пропустил большую часть 2023 года из-за травмы, но вернулся к игре осенью 2023 года.
16 марта 2024 года Чивоме дебютировал в за клуб во втором тайме четвертьфинала Кубка Англии против «Ковентри Сити», выйдя на замену.
31 марта 2024 года Чивоме впервые вышел в стартовом составе Премьер-лиги в проигранном (02:) матче против «Астон Виллы».

## Карьера в сборной
14 января 2023 года, через четыре дня после своего 17-летия, Чивоме сделал хет-трик за сборную Англии до 17 лет в победном (6:0) матче против сборной Германии до 17 лет. Он играл за сборную Англии на чемпионате Европы среди юношей до 17 лет 2023 года в Венгрии.
В ноябре 2023 года Чивоме был вызван Балтемаром Бриту в сборную Зимбабве на [[Чемпионат мира по футболу 2026 (отборочный
турнир, КАФ)|отборочные матчи чемпионата мира по футболу 2026]] против Руанды и Нигерии. Однако не попал в окончательный состав на матчи.
22 марта 2024 года Чивоме дебютировал за сборную Англии до 18 лет в победном (2:1) матче против Чехии.